# Трагедия смешного человека
«Трагедия смешного человека» (итал. La Tragedia Di Un Uomo Ridicolo) — драматический кинофильм итальянского режиссёра Бернардо Бертолуччи 1981 года. Главные роли исполнили Анук Эме и Уго Тоньяцци, удостоенный за эту актёрскую работу приза Каннского кинофестиваля.

## Сюжет
Мафией похищен Джованни, сын Примо, владельца свинокомплекса и фабрики Спаджари по изготовлению пармезана, и за него требуют большой выкуп (два миллиарда, а затем один миллиард лир). Его отец не может решиться, продавать ли ему фабрику, чтобы заплатить выкуп. Девушка сына Лаура рассказывает, что он давно планировал похитить отца, чтобы самому поделиться вырученными от продажи имущества деньгами со своими друзьями. Друг Джованни Адельфо, работник свинокомплекса сообщает, что Джованни убили, когда он сорвал колпак с одного из похитителей. Примо с трудом решается сказать о смерти сына его матери — своей жене, — но его прерывает ворвавшийся в дом отдел спецназа из Милана. Полковник спецназа сообщает отцу, что его сын был давно связан с итальянскими коммунистами, но в последние месяцы не контактировал с ними.
Примо решает не прекращать сбор денег и получение займов у ростовщиков, маркизов и графов, начатые его женой, и хочет использовать эти средства не для выплаты выкупа, а для модернизации производства. Выясняется, что выкуп собираются использовать именно Адельфо и Лаура для использования в личных целях: спонсирования родителей и супругов. В результате Примо доверяет чемодан Адельфо и Лауре, но они не отдают ему миллиард — вместо этого они приводят его на дискотеку, где он видит живого Джованни.

## В ролях
- Уго Тоньяцци — Примо Спаджари
- Анук Эме — Барбара Спаджари
- Лаура Моранте — Лаура
- Виктор Кавалло — Адельфо
- Рикки Тоньяцци — Джованни Спаджари, сын Примо
- Олимпия Карлизи — хиромант
- Витторио Каприоли — комиссар полиции
- Ренато Сальватори — полковник Маньи
- Франко Тревизи
- Козимо Чиньери — магистрат

## Премьера
Премьера фильма состоялась 1 октября 1981 года. До этого фильм участвовал в конкурсе Каннского кинофестиваля. В Каннах Уго Тоньяцци был удостоен приза за лучшую мужскую роль.